# Sergio Jiménez
Sergio Jiménez (Cidade do México, 17 de Dezembro de 1937 – Cidade do México, 2 de Janeiro de 2007) foi um actor mexicano que se tornou famoso depois de dar vida à personagem El Gato no filme Los caifanes.
O seu último trabalho foi como realizador da telenovela La fea más bella.
Sergio também trabalhou no seu próprio estúdio que ele dirigia com a actriz Adriana Barraza (nomeada para o Óscar de Melhor actriz secundária pelo filme Babel). Por isso muitos dos actoes mexicanos chamavam-lhe "El Profe" (o professor).
Faleceu de parada cardíaca, em 2 de janeiro de 2007, na Cidade do México, aos 69 anos de idade.

## Filmes
- Los caifanes
- El Profe
- Mexicano tú puedes
- El jinete de la divina providencia
- El extensionist
- La generala
- Las visitaciones del diablo
- Pelo suelto

## Telenovelas
- Valentina
- Baila conmigo
- La antorcha encendida
- Senda de gloria
- El maleficio
- El derecho de nacer